# Bundesstraße 96
Pour les articles homonymes, voir B96 et Route 96.
La Bundesstraße 96 (abrégé en B 96) est une Bundesstraße reliant Zittau à Sassnitz.

## Localités traversées
- Zittau
- Ebersbach
- Oppach
- Bautzen
- Hoyerswerda
- Lauta
- Senftenberg
- Großräschen
- Finsterwalde
- Sonnewalde
- Luckau
- Golßen
- Baruth/Mark
- Wünsdorf
- Zossen
- Rangsdorf
- Berlin
- Birkenwerder
- Oranienbourg
- Löwenberger Land
- Gransee
- Fürstenberg/Havel
- Ravensbrück
- Neustrelitz
- Neubrandenbourg
- Altentreptow
- Jarmen
- Greifswald
- Stralsund
- Samtens
- Bergen en Rügen
- Sagard
- Sassnitz